# اونیا (تریلوبیت)
اونیا (تریلوبیت) (نام علمی: Onnia) نام یک سرده از راسته برف‌روب‌داران است.